# Tanja Frieden
Tanja Frieden (n. 6 februarie 1976, Berna, Berna, Elveția) este o sportivă ce a reprezentat Elveția, medaliată olimpică. A participat la o ediție a Jocurilor Olimpice (2006) în care a câștigat o medalie de aur.

## Participări
Lista de mai jos prezintă principalele competiții la care a participat Tanja Frieden de-a lungul carierei.
- snowboarding at the 2006 Winter Olympics – women's snowboard cross[*]